# Línea 312 (Buenos Aires)
La línea 312, es una línea de colectivo. Une el partido de Moreno, con barrios de Moreno, Merlo, Padua e Ituzaingo y la Estación Ituzaingó, en la provincia de Buenos Aires, Argentina.

## Anterior Operador
La línea 312 antes de ser operada por Transportes La Perlita, era operada por la extinta Expreso Merlo Norte.

## Ramales
- Ramal 02: Lago del Bosque - Merlo - Padua - Villa León
- Ramal 09: Merlo Easy X Irigoyen

### 02: Lago del Bosque - Merlo - Padua - Villa León
Ida a Villa León: Desde Terminal de Ómnibus de Moreno por España, Bartolomé Mitre (Ruta Provincial N.º 7), Avenida Rivadavia (Ruta Provincial N.º 7), Paul Harris, Presidente Cámpora, Belgrano, Zarate, Posta de Pardo, Costa Rica, Turquía, Haití, Posta de Pardo, Almagro, Cerrito, 26 de Abril, Colectora Sur Acceso Oeste (Ruta Nacional N.º 7), Cruce Puente Coronel Brandsen, Colectora Norte Acceso Oeste (Ruta Nacional N.º 7), Cruce Puente Int. Pérez Quintana, Colectora Sur Acceso Oeste (Ruta Nacional N.º 7) hasta Int. Carlos Ratti. 
Vuelta a Moreno: Desde Int. Carlos Ratti y Colectora Sur Acceso Oeste (Ruta Nacional N.º 7) por Colectora Sur Acceso Oeste (Ruta Nacional N.º 7), 26 de Abril por 26 de Abril, Cerrito, Almagro, Posta de Pardo, Haití, Turquía, Costa Rica, Posta de Pardo, Zarate, Belgrano, Presidente Cámpora, Paul Harris, Avenida Rivadavia (Ruta Provincial N.º 7), Bartolomé Mitre (Ruta Provincial N.º 7), Avenida del Libertador hasta Ingresar a Terminal de Ómnibus de Moreno.

### 09: Merlo Easy X Irigoyen
Ida a Villa León: Desde 25 de Mayo y 9 de Julio por 25 de Mayo, V. Vergara, Avenida del Libertador, Maipú, Pasteur, Cruce Puente Héroes de Malvinas, Belgrano, Saavedra, Presidente Cámpora, Larrea, Güemes, Avenida Hipólito Yrigoyen, Presidente Cámpora, Larrea, Independencia, Avenida Hipólito Yrigoyen, Famatima, General Martín Rodríguez, Aconquija, Int. Pérez Quintana, Colectora Sur Acceso Oeste (Ruta Nacional N.º 7), 26 de Abril hasta Juan Jáuregui.
Regreso a Merlo: Desde 26 de Abril y Juan Jáuregui por 26 de Abril Colectora Sur Acceso Oeste (Ruta Nacional N.º 7), Cruce Puente Coronel Brandsen, Colectora Norte Acceso Oeste (Ruta Nacional N.º 7), Cruce Puente Int. Pérez Quintana, Int. Pérez Quintana, Aconquija, General Martín Rodríguez, Famatima, Avenida Hipólito Yrigoyen, Independencia, Larrea, Presidente Cámpora, Avenida Hipólito Yrigoyen, Güemes, Larrea, Presidente Cámpora, Saavedra, Belgrano, Cruce Puente Héroes de Malvinas, Pasteur, Maipú, Avenida del Libertador, V. Vergara, 25 de Mayo hasta 9 de Julio.